# 金田真理子

## 経歴
幼少期をヨーロッパで過ごす。ジュネーヴでピアノの手ほどきを受け、その後、パリ国立高等音楽院に入学、プルミエプリを取って卒業。ストラスブール管弦楽団、ボルドー・アキテーヌ管弦楽団、東京都交響楽団、アデレーデ室内管弦楽団（オーストラリア）、キングスポート管弦楽団などと共演、ニューヨーク（WQXR）、フランス（フランス・ミュージック）、オーストラリア（ABC-FM）、日本（NHK-FM）で放送される。アメリカでは、カーネギー・ワイルリサイタルホール、マーキンホール、トリニティ協会、ニューヨークメトロポリタン美術館などで演奏。室内楽奏者として活発に活動し、これまでヴァイオリニストのアナスターシャ・チェボタリョーワ、アーロン・ロザンド、チェリストのヤノス・シュターカー、バーナード・グリーンハウス、ヴィオラ奏者のポール・ニューバウアー、コロラド弦楽四重奏団などと共演。アデレード（オーストラリア）室内楽シリーズ、バード音楽祭などに出演。2002年1月、ペンデツキーのピアノ六重奏曲の米国初演をオハイオ州立大学で行う。1998年以来、ケープコッドでライトハウス室内楽団と定期的に演奏。

マネス音楽院で修士号、ニューヨーク市立大学大学院で博士号を取得。博士論文は、"Selected Piano Works of Emmanuel Chabrier -- A Stylistic Analysis" 。ドミニック・メルレ、ジャック・ルヴィエ、ジャン・ユボー、パスカル・ドヴァイオン、エドワード・オードウェル、カール・シャクター、松岡三恵、三輪久恵に師事。2004年オハイオ・ウェズレヤン大学准教授に就任。ピティナ正会員。

## 受賞
モントリオール国際ピアノコンクール、マリア・カナルス国際ピアノコンクール、ルクセンブルクのヨーロッパピアノコンクールなどに入賞。